# Mainà de Java
El mainà de Java (Acridotheres javanicus) és una espècie d'ocell de la família dels estúrnids que habita al sud-est d'Àsia. És autòctona de Java i Bali, encara que ha estat introduïda a Taiwan, sud-est de Tailàndia, Singapur, Sumatra, Illes Petites de la Sonda, Puerto Rico i se sospita que també al Japó. El seus hàbitats són els herbassars, els ambients aquàtics, les pastures i els jardins rurals. El seu estat de conservació es considera vulnerable.
Alguns científics opinen que pertany a la mateixa espècie que Acridotheres cinereus.